# Längenfeld (Bergbau)
Ein Längenfeld, auch gestrecktes Feld oder streichendes Feld, ist ein Grubenfeld, das auf eine einzelne bestimmte Lagerstätte beschränkt ist. Das Längenfeld war bis ins 19. Jahrhundert die übliche Art, die räumliche Ausdehnung einer Bergbauberechtigung zu beschreiben. Das Längenfeld bezieht sich direkt auf den Lagerstättenkörper ausgehend von seinem Ausbiss an der Tagesoberfläche.

## Grundlagen
Ursprünglich war das Längenfeld auf Gänge beschränkt, wurde aber im Herzogtum Kleve und der Mark auch für Flöze angewandt.

„Nach dem älteren deutschen Bergrecht wurden die Grubenfelder nicht an der Erdoberfläche entlang gestreckt, sondern durch den Körper der Lagerstätte gebildet.“

Quelle:
Ab 1821 umfasste die Verleihung des Längenfeldes auch mehrere Flöze. Seit dem Erlass des Allgemeinen Berggesetzes für die Preußischen Staaten am 24. Juni 1865 wurden in Preußen nur noch Geviertfelder verliehen. Am 1. Juni 1954 wurde das „Gesetz zur Bereinigung der Längenfelder“ erlassen. Aufgrund dieses Gesetzes wurden noch bestehende Längenfelder auf Antrag in Geviertfelder umgewandelt. Nicht beantragte Felder wurden gelöscht.

## Berechnung

### Längenfeld
Ein Längenfeld hatte gemäß der Kleve-Märkischen Bergordnung vom 29. April 1766 folgende Größe:
- 1 Fundgrube und bis 6 bis 12 Maßen,
- 1 Fundgrube und bis zu 20 Maßen im Steinkohlenbergbau; dies entsprach maximal 602 Lachtern (1260 Meter)[7]

Herleitung der Größen
- 1 preußische Fundgrube hatte eine Länge von 42 Lachtern, das sind umgerechnet 87,881 m
- 1 preußische Maß war 28 Lachter lang, das sind umgerechnet 58,587 m[3]

### Längenfeld mit kleiner Vierung
Die dritte Dimension des Längenfeldes wurde durch die Kleine Vierung, zwei dem Hangenden und Liegenden parallelen Ebenen mit je 3½ Lachter bankrechtem Abstand gebildet. Es wurde im Einfallen der Lagerstätte meist die Ausdehnung bis zur sogenannten ewigen Teufe gewährt.

### Längenfeld mit großer Vierung
Am 1. Juli 1821 wurde ein Gesetz erlassen, das eine Ausdehnung der Vierung nach dem Ermessen des Bergamtes auf bis zu 500 Lachter erlaubte. Diese zusätzliche Ausdehnung bezeichnete man als Große Vierung. „Sie [...] wurde rechtwinklig zum Streichen waagerecht vermessen, und zwar bis zu 500 Lachter in das Hangende oder das Liegende oder zu beiden Seiten gleichmäßig verteilt...“. 